# Kill la Kill
Kill la Kill (キルラキル Kiru ra Kiru?) es una serie de anime producida por Trigger. La serie, que es el primer proyecto de anime en televisión original de la empresa, es dirigida por Hiroyuki Imaishi y escrita por Kazuki Nakashima, quienes previamente habían trabajado juntos en Gurren Lagann. La serie comenzó a emitirse en Japón desde el 3 de octubre de 2013, y consta de veinticinco episodios: 24 capítulos más un OVA. La serie está licenciada por la filial estadounidense de Aniplex para su emisión y venta de videos de consumo doméstico (DVD y BD); además de que la serie está disponible vía streaming por Crunchyroll y Funimation. También se realizó una adaptación al manga por Ryō Akizuki, cuya publicación en serie comenzó el 4 de octubre de 2013 y en la revista Young Ace de Kadokawa Shoten y finalizó el 4 de febrero de 2015.

## Argumento
La historia se desarrolla en un instituto (Academia Honnoji) donde los estudiantes tienen uniformes (uniformes goku) que aumentan sus habilidades y dependiendo de la cantidad de fibras vivas de combate se catalogan mediante estrellas (10% 1 estrella, 20% 2 estrellas, 30% 3 estrellas). Estos uniformes se dan gracias a la intermediación del hilo rojo con cada personaje. La presidenta del consejo estudiantil, Satsuki Kiryūin, impone las reglas por la fuerza con ayuda de los cuatro de élite. Sin embargo, una estudiante de intercambio llamada Ryuko Matoi se la encuentra en su camino, empuñando una espada de tijera y una prenda divina fabricada 100% de fibras vivas de combate a la que bautiza como Senketsu (sangre fresca). Ryuko reta continuamente a Satsuki para saber la verdad sobre quién es el asesino de su padre, tras varios intentos fallidos Satsuki le promete que si derrota a todos los presidentes de los clubs, tendrá un enfrentamiento contra ella y le dará una respuesta.

## Personajes

### Principales
Ryūko Matoi (纏 流子 Matoi Ryūko?)
Seiyū: Ami Koshimizu
Es la protagonista principal. Tiene 17 años es de tez blanca, cabello corto de color negro con un mechón de color rojo en la frente y ojos azules. A lo largo de la serie presenta constantemente un carácter agresivo y arrogante pero a la vez muestra una determinación inquebrantable. Transferida a mitad de curso de su antigua escuela al instituto hace su aparición con una espada tijera roja. Su propósito, que la lleva a la Academia Honnoji, es el de encontrar al dueño de la otra mitad de la espada tijera, pues es el responsable de la muerte de su padre. En ocasiones, cuando su propia fuerza no es suficiente para luchar contra el consejo estudiantil, une sus fuerzas con Senketsu un uniforme de sailor (marinera estudiantil) viviente para poder hacerles frente.
Mako Mankanshoku (満艦飾 マコ Mankanshoku Mako?)
Seiyū: Aya Suzaki
Una estudiante de segundo año y, a su vez, la mejor amiga de Ryuko, es de la misma edad que ésta. Posee ojos grandes y marrones, es de tez clara con cabello corto color café. Ha sido catalogada como estudiante de menor rango en el instituto, puesto que al principio no tiene uniforme goku, siempre viste su uniforme escolar. Es una chica muy inocente, también bastante despistada y por momentos inconsciente, pero su buen corazón y sentido del deber salva la situación en más de una oportunidad.
Senketsu (鮮血?)
Seiyū: Toshihiko Seki
Un uniforme escolar vivo que se une a Ryuko. Él tiene la capacidad de transformarse, proporcionando a su portador un inmenso poder, aunque con una apariencia sexualizada. Fue confeccionado a partir de la fibras vivas de combate, no recuerda nada de su pasado, pues solo despertó al beber la sangre de Ryuko, quien cayó al laboratorio subterráneo de la mansión de su padre.
Satsuki Kiryūin (鬼龍院 皐月 Kiryūin Satsuki?)
Seiyū: Ryōka Yuzuki
Satsuki es la presidenta del consejo estudiantil de la Academia Honnoji. Tiene 18 años es de tez blanca, cabello largo de color negro y ojos azules. Su actitud a lo largo de la serie es el de una persona arrogante y con complejo de superioridad que ha tratado al mundo como si fuera un tapete, solo los fuertes son dignos para ella. Maneja una katana BAKUZAN hecha de lo que pareciera una aleación de acero en alto carbono resultando ser del mismo material que la hoja tijera de Ryuko. Como presidenta domina la escuela, ya que siendo su madre la dueña, se trata de la estudiante más poderosa de todo el instituto.
Nui Harime (針目 縫 Harime Nui?)
Seiyū: Yukari Tamura
Es apodada "La gran modista", es un ser de biofibra creado por Ragyo Kiryuin, dicho por ella es la hija que siempre quiso. Es altamente poderosa y resistente durante el combate mostrando en todo momento una actitud alegre y animada, en ocasiones irritante. Tiene gran habilidad en la confección de trajes con biofibra así como desmantelarlos con un solo dedo. Asesinó al esposo de Ragyo con la otra mitad de la Espada-Tijera creada por el mismo.

### Élite de la Academia Honnouji
Ira Gamagōri (蟇郡 苛 Gamagōri Ira?)
Seiyū: Tetsu Inada
Presidente del Comité disciplinario. Conoce a Satsuki en su instituto donde impartía el código moral de forma estricta, Satsuki lo pone a prueba y lo recluta. Tiene veinte años y su cumpleaños es el 16 de agosto.
Uniforme Ultra de 3 estrellas: Shibari no Sō (Traje de ataduras): Este Uniforme Ultra rodea a Gamagōri de muchas ataduras de látigos, asemejando a una momia, por dentro está con una mordaza. Por cada ataque que se le dirija, acumulará energía, para que Gamagōri la libere muchas veces más fuerte. Incluso se puede dañar a sí mismo para realizar el ataque principal de este Ultra. Tiene carnet de conducir y un coche descapotable. Se le conoce como la rana de los cuatro devas.
Uzu Sanageyama (猿投山 渦 Sanageyama Uzu?)
Seiyū: Nobuyuki Hiyama
Presidente del Comité de los Clubes Deportivos. Conoce a Satsuki cuando esta desafía a su banda. Satsuki queda impresionado de su actitud y estilo de lucha tras ver su potencial. Después de su primer enfrentamiento contra Ryuko pierde de manera ridícula al basar su fuerza en su única habilidad visual, le pide al presidente del club de costura que le cosa los ojos para poder entrenar el resto de sus sentidos y desde entonces quiere volver a luchar contra Ryuko; está agradecido con ella por enseñarle que si te centras en solo una habilidad esta se volverá tu debilidad si te falla y la llama "la chica que le abrió los ojos". Después de coserse los ojos sus demás sentidos se volvieron más agudos y por esa razón prefiere no tomar té ya que le quema la lengua. Siempre lleva una espada de kendo a la espalda y durante la lucha final usaba unas pequeñas espadas verdes. Tiene diecisiete años. Se le conoce como el mono de los cuatro debas.
Houka Inumuta (犬牟田 宝火 Inumuta Hōka?)
Seiyū: Hiroyuki Yoshino
Presidente del Comité de la Estrategia Clubs Inteligencia. Es descubierto hackeando los servidores de Revocs, Satsuki le descubre de forma física, y le recluta. Es el encargado de todos los temas electrónicos de la academia Honnouji. Valora sus datos más que su honor o su vida (eso se ve cuando lucha contra Ryuko y prefiere retirarse antes que perder y ser obligado a borrar todos sus datos). Tiene dieciocho años. Se le conoce como el perro de los cuatro debas.
Nonon Jakuzure (蛇崩 乃音 Jakuzure Nonon?)
Seiyū: Mayumi Shintani
Presidenta del Comité de los Clubes Cultura. Conoce a Satsuki desde que eran niñas, por lo cual se jacta de conocerla mejor. Tiene el cabello rosa siempre atado y oculto por los diversos sombreros que utiliza, se ha revelado que tiene el cabello exageradamente largo. En la sala de reuniones del consejo estudiantil siempre se sienta en un sofá rodeada de peluches de animales. Le gusta meterse con Sanageyama solo para ponerle nervioso y divertirse a su costa, además de que también le gusta llamar a los demás debas por su animal. Ella es la serpiente de los cuatro debas.
Nota: Cada uno de los élite tiene un uniforme última 3 estrellas el cual tiene 3 tipos de transformación. Después de La súper excursión se unen a Nudist Bleach y dejan de usar uniformes última hasta que los recuperan para la lucha final.

### Familia de Mako
Barazo Mankanshoku (満艦飾 薔薇蔵 Mankanshoku Barazō?)
Seiyū: Kenyū Horiuchi
Padre de Mako. Es un médico que dirige una clínica clandestina en los barrios bajos de Hannō City. Admite que puede haber matado a más pacientes de los que ha salvado.
Sukuyo Mankanshoku (満艦飾 好代 Mankanshoku Sukuyo?)
Seiyū: Yukari Fukui
Madre de Mako. Ella es una ama de casa despreocupada que es amable con Ryuko, y hace croquetas con carnes misteriosas.
Mataro Mankanshoku (満艦飾 又郎 Mankanshoku Matarō?)
Seiyū: Ayumi Fujimura
Hermano de Mako. Trato de robar a Ryuko cuando se la encontró por primera vez.
Guts (ガッツ Gattsu?)
Seiyū: Katsuyuki Konishi
Mascota de la familia Mankanshoku. Está vestido con un ligero suéter con capucha gris azulado. En el episodio 2, Mataro dice que lo nombraron Guts "porque come con muchas agallas".

### Nudist Beach
Aikurō Mikisugi (美木杉 愛九郎 Mikisugi Aikurō?)
Seiyū: Shin'ichirō Miki
Líder de la asociación "Nudist Beach". Maestro de Ryuko, en realidad es un infiltrado en la Academia Honnoji. Es el líder de "Nudist Beach" (Playa Nudista), un grupo rebelde que lucha contra Revocs y Honnoji por el uso de ropas con biofibras. Tiene cabello azul claro y es de complexión delgada. Disfruta de desvestirse frente a Ryuko ya que es la única a la que le ha mostrado su verdadera identidad la cual se sonroja al verlo.
Tsumugu Kinagase (ながせつむぐ Kinagase Tsumugu?)
Seiyū: Katsuyuki Konishi
Líder guerrillero de la asociación "Nudist Beach". Aparece por primera vez con la intención de destruir a Senketsu, siendo el primero de la serie en derrotar a Ryuko sin usar biofibras. Más tarde se revela que pertenece a la "Nudist Beach" (Playa Nudista) que lucha contra Revocs y Honnoji por el uso de ropas con biofibras.

### Asociación Revocs
Ragyo Kiryuin (鬼龍院 羅暁 Kiryūin Ragyō?)
Seiyū: Romi Park

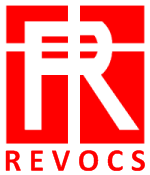
Logo de la corporación Revocs

Madre biológica de Ryuko y Satsuki, le gusta tocar a su hija desnuda, y pretende llevar a cabo el plan de Covers para apoderarse de la humanidad y así renacer el planeta de la biofibra. Se casó con un refutado científico con quien engendró a Satsuki, quien no fue apta para el plan de Covers; y a Ryuko, quien fue ocultada por su padre. Se dice que su familia fue la primera en establecer contacto con la biofibra. Es el resultado de una unión humano-biofibra. Tiene una actitud de egocentrismo y superioridad

### Otros
Isshin Matoi (纏 一身 Matoi Isshin?)
Seiyū: Kinryū Arimoto
Padre de Ryuko y más tarde desvelado como padre de Satsuki. Su verdadero nombre es Soichiro Kiryuin, y fue marido de Ragyo. Al descubrir los planes de su esposa advirtió a su hija Satsuki y huyó con su otra hija Ryuko, quien si era apta para el plan de Ragyo. Se ocultó bajo el nombre de Isshin Matoi y creó "Playa Nudista". Además creó a Senketsu para que Ryuko combatiese a Ragyo, así como una tijera capaz de cortar la biofibra. Es finalmente asesinado en su casa por Nui Harime quien le roba una parte de la tijera.

## Media

### Anime

#### Lista de episodios
| Núm. | Título                                                                                                  | Fecha de emisión        |
| --- | --- | ----------------------- |
| 1 | «¡Si solo tuviera espinas como un cardo!» «Azami no Gotoku Toge Areba» (あざみのごとく棘あれば)         | 3 de octubre de 2013    |
| Conoceremos a Ryuko Matoi, una jovencita de carácter muy fuerte que está decidida a encontrar el origen de un objeto que lleva consigo. Para ello tendrá que llegar a un misterioso pueblo e inscribirse en su principal escuela. Allí se topará con algunas personas extrañas pero muy poderosas, a las que tendrá que encarar si decide seguir manteniendo su carácter. | |                         |
| 2 | «Tan sensual que me voy a desmayar» «Kizetsu Suru Hodo Nayamashii» (気絶するほど悩ましい)               | 10 de octubre de 2013   |
| Ryuko aprende un poco de cómo funciona la sociedad y el control que ejerce la Academia Honnouji con Satsuki a la cabeza. Ryuko vuelve a la escuela para enfrentarla, pero se ve obligada a jugar un violento partido de tenis. | |                         |
| 3 | «Castidad» «Junketsu» (純潔)                                                                            | 17 de octubre de 2013   |
| Habiendo cumplido su parte del trato, Ryuko exige a su profesor, Aikuro Mikisugi, que le dé respuesta. Así descubre el secreto tras el poder de Senketsu y los Uniformes Goku. Satsuki Kiryuin vuelve a casa para reclamar su poder. | |                         |
| 4 | «Qué mañana más nefasta» «Totemo Fukō na Asa ga Kita» (とても不幸な朝が来た)                            | 24 de octubre de 2013   |
| En la Academia Honnouji cada tanto se celebra un evento en el que los alumnos Sin Estrella deben llegar antes de cierta hora a la escuela, superando un gran número de trampas puestas por el comité disciplinario. Ryuko deberá hacerlo sin Senketsu, quien está siendo lavado.                                                                                          | |                         |
| 5 | «Gatillo» «Hikigane» (銃爪（ヒキガネ）)                                                                 | 31 de octubre de 2013   |
| Un misterioso hombre ataca a Ryuko, con el fin de que deje de vestir a Senketsu. Por otro lado, sigue sufriendo los constantes ataques por parte de los miembros de los distintos clubes de la academia. | |                         |
| 6 | «No me culpes porque estés de mal humor» «Kibun Shidai de Semenaide» (気分次第で責めないで)             | 7 de noviembre de 2013  |
| Esta vez Ryuko se enfrentará a uno de los Cuatro de Élite, Sanageyama, un viejo conocido de Satsuki que domina el kendo. | |                         |
| 7 | «Una buena para nada que no puedo odiar» «Nikumi Kirenai Rokudenashi» (憎みきれないろくでなし)          | 14 de noviembre de 2013 |
| Los presidentes de los clubes más desopilantes atacan a Ryuko uno tras otro para así poder mejorar su estilo de vida, esto le da a Ryuko la idea de forma su propio club para así obtener esos mismos beneficios. | |                         |
| 8 | «Me secaré mis propias lágrimas» «Ore no Namida wa Ore ga Fuku» (俺の涙は俺が拭く)                      | 21 de noviembre de 2013 |
| Satsuki decide hacer una competencia para reformar el consejo estudiantil, y le otorga siete días a los estudiantes para que peleen y avancen hacia esos puestos. En ese tiempo, Ryuko visita su vieja casa para encontrar pistas de su pasado, y en el camino de vuelta se encuentra a Gamagoori, quien le cuenta su pasado con Satsuki.                                 | |                         |
| 9 | «La oportunidad solo llega una vez» «Chansu wa Ichido» (チャンスは一度)                                 | 28 de noviembre de 2013 |
| La ronda final en las Elecciones Naturales de la Academia Honnouji está a punto de comenzar, y los Cuatro de Élite quieren ser los primeros en luchar contra Ryuko. | |                         |
| 10 | «Quiero conocerte más» «Anata o Motto Shiritakute» (あなたを・もっと・知りたくて)                       | 5 de diciembre de 2013  |
| Comienza la segunda batalla contra los Cuatro de Élite. Mako y su familia también tendrán que lidiar con ciertas sorpresas. | |                         |
| 11 | «No me digas linda» «Kawaii Onna to Yobanai de» (可愛い女と呼ばないで)                                  | 12 de diciembre de 2013 |
| Ryuko logra resolver su batalla contra Jakuzure, cuando una chica misteriosa aparece en la Academia Honnouji para desafiar a Ryuko. | |                         |
| 12 | «Deshazte de tu tristeza» «Kanashimi ni Tsuba o Kakeru» (悲しみにつばをかける)                          | 19 de diciembre de 2013 |
| Después de enterarse de quién mató a su padre, Ryuko pierde el control y se deja poseer por la prenda divina. Mako y Satsuki salen a detenerla, mientras Nui disfruta de la experiencia. | |                         |
| 13 | «La sensación de que deshagas como una rosa» «Kimi ni Barabara... Toiu Kanji» (君に薔薇薔薇…という感じ) | 9 de enero de 2014      |
| Ryuko está en la cama y ha perdido su voluntad de luchar tras los últimos descubrimiento, sin embargo, Shinjiro Nagita, antiguo miembro del club del periódico, está dispuesto a que la chica se ponga de nuevo su uniforme. | |                         |
| 14 | «¡Corre como el viento!» «Kazenoyōni Jikko shimasu» (風のように実行します)                              | 16 de enero de 2014     |
| Con Senketsu en manos del enemigo, comienza el ataque sobre la región de Kansai. | |                         |
| 15 | «¡No me puedo contener!» «Dōnimo Tomaranai» (どうにもとまらない)                                        | 23 de enero de 2014     |
| Satsuki Kiryun se une a la línea de ataque en Osaka para enfrentarse a Kaneo Takarada, heredero del Conglomerado Takarado. Usando la influencia del dinero, Takarada insta a los locales a luchar, pero Satsuki sospecha que hay otro poder tras las defensas de la ciudad.                                                                                               | |                         |
| 16 | «Las mujeres no se resisten a esto» «Onna wa Sore o Gaman Dekinai» (女はそれを我慢できない)             | 30 de enero de 2014     |
| Tras los ataques, todos vuelven a la Academia Honnouji, pero Satsuki Kiryuin recibe la orden de volver a casa. Ryuko mientras tanto descubre la verdad tras los eventos que la reunieron con Senketsu. | |                         |
| 17 | «¿Por qué...?» «Naze ni Omae wa» (何故にお前は)                                                         | 6 de febrero de 2014    |
| Los preparativos están listos para celebrar el Festival Cultural y Deportivo de la Academia Honnouji. Ragyo Kiryuin asistirá, y toda la academia está eufórica. | |                         |
| 18 | «Los que se apresuran hacía la noche» «Yoru e Isogu Hito» (夜へ急ぐ人)                                  | 13 de febrero de 2014   |
| El Festival Cultural y Deportivo de la Academia Honnouji es interrumpido abruptamente. La suerte está echada en la batalla y Ryuko deberá decidir quién es amigo y quién enemigo. | |                         |
| 19 | «Cuando llegó, siempre llueve» «Tadoritsuitara Itsumo Amefuri» (たどりついたらいつも雨ふり)             | 20 de febrero de 2014   |
| Una nueva revelación pone patas arriba el mundo de Ryuko. Pero Satsuki también tiene problemas, pues los Cuatro de Élite y los miembros de Nudist Beach arman escándalo tras el final del Festival Cultural y Deportivo de la Academia Honnouji. | |                         |
| 20 | «Alejándose de la multitud» «Tōku Gunshū o Hanarete» (とおく群衆を離れて)                               | 27 de febrero de 2014   |
| Ryuko está despierta, y no está feliz. Intenta matar a Ragyo y Nui, y se marcha abandonando a sus aliados. Sin su poder, Nudist Beach debe decidir cuál será su siguiente paso, pero una información les hará saltar a la acción. | |                         |
| 21 | «Incompleto» «Mikansei» (未完成)                                                                        | 6 de marzo de 2014      |
| La ira de Ryuko sigue creciendo, y gracias a Ragyo y Nui, tiene una nueva aliada inesperada, con Satsuki como objetivo. | |                         |
| 22 | «Mis labios, te hablarán con pasión» «Kuchibiru yo, Atsuku Kimi o Katare» (唇よ、熱く君を語れ)          | 13 de marzo de 2014     |
| Un giro de los acontecimientos deja a Nui Harime con la guardia baja y permite que Nudist Beach tenga opción a reagruparse y planear cómo luchar contra Ragyo. | |                         |
| 23 | «Imitación de oro» «Imiteishon Gōrudo"» (イミテイション・ゴールド)                                      | 20 de marzo de 2014     |
| La batalla sigue en la Academia Honnouji, pero Ragyo y la Fibra Viva de Combate original son enemigos difíciles de batir. Ryuko y Satsuki parten a enfrentarse a ellas, y la defensa de Nudist Beach queda a cargo de Mako. Nui por su parte sigue trabajando sin descanso.                                                                                               | |                         |
| 24 | «Más allá de la oscuridad sin fin» «Hateshinaki Yami no Kanata ni» (果てしなき闇の彼方に)               | 27 de marzo de 2014     |
| Llega el combate final. | |                         |
| 25 (OVA) | «Adiós, una vez más» «Sayonara o Mōichido» (さよならをもう一度)                                         | 3 de septiembre de 2014 |

### Música
Openings:
- Sirius - Eir Aoi
- Ambiguous - Garnidelia

Endings:
- Gomen ne, Iiko ja Irarenai - Miku Sawai
- Shinsekai Koukyougaku - Sayonara Ponytail

### Manga
Una adaptación al manga ilustrada por Ryō Akizuki comenzó la serialización en la revista Young Ace de Kadokawa Shoten el 2 de diciembre de 2013. Terminó con el capítulo diecisiete el 4 de febrero de 2015.

#### Volúmenes
| Núm. | Fecha de publicación   | ISBN Original       |
| ---- | ---------------------- | ------------------- |
| 1    | 2 de diciembre de 2013 | ISBN 978-4041209080 |
| 2    | 7 de marzo de 2014     | ISBN 978-4041210482 |
| 3    | 4 de febrero de 2015   | ISBN 978-4041210482 |

## Recepción
Kill la Kill fue bien recibido por los críticos. Eliot Gay de Japanator llamó a la serie "única y divertida, incluso emocionante" un recordatorio de cómo el anime divertido y creativo puede estar en su mejor momento, a pesar de las restricciones presupuestarias fácilmente aparentes. Kat Bailey de IGN, que describe la serie como "anime de chica mágica con anfetaminas", señaló que su absurda desmesura era parte de su encanto. Joseph Lustre de Otaku USA describió el concepto de la serie como "la configuración más sencilla para la venganza y shonen-estilo 'más fuerte! Más fuerte!' Batalla progresiva", pero elogió su ejecución.
Richard Eisenbeis de Kotaku apreció la serie por "mezclar perfectamente la comedia y la acción", su ritmo, su consistencia interna y su adaptación directa de los tropos de anime de acción estándar.